# 本郷町 (台北市)
本郷町（ほんごうちょう）は、日本統治時代の台湾における台北市の地名。台北高等学校の南にあり、現在の大安区師大路と浦城街の一帯が本郷町に含まれる。1920年代に台北高等学校や台北帝国大学が設立されたことにより、官舎や住宅が並ぶ計画的な新興住宅地が形成された。